# Ère Ten'ō
L'ère Ten'ō (天応) est une des ères du Japon (年号, nengō, lit. « nom de l'année ») après l'ère Hōki et avant l'ère Enryaku. Cette ère couvre la période qu's'étend du mois de janvier 781 au mois d'août 782. L'empereur régnant est Kōnin (光仁天皇).

## Changement d'ère
- 24 octobre 781 Ten'ō gannen (天応元年?) : Le nom de la nouvelle ère est créé pour marquer un événement ou une série d'événements. L'ère précédente se termine là où commence la nouvelle, en Hōki  12, le1re jour du1re mois de 781[3].

## Événements de l'ère Ten'ō
- 22 décembre 781 (Ten'ō 1, 3e jour du 12e mois) : Durant la douzième année de son règne (光仁天皇11年), l'empereur Kōnin abdique et la succession (senso) est reçue par son fils[4]. Peu après, l'empereur Kammu accède au trône (sokui)[5].

| Ten'ō     | 1re | 2e  |
| Grégorien | 781 | 782 |